# Ngaio Marsh
Ngaio Marsh, właśc. dame Edith Ngaio Marsh (ur. 23 kwietnia 1895 w Merivale, w Christchurch, zm. 18 lutego 1982 w Christchurch) – nowozelandzka pisarka i reżyserka teatralna.

## Życiorys
Studiowała malarstwo, była aktorką. Jest autorką 32 powieści kryminalnych, w każdej z nich występuje angielski detektyw policyjny Roderick Alleyn.
Od 1928 mieszkała w Wielkiej Brytanii i w Nowej Zelandii. W 1948 odznaczona Orderem Imperium Brytyjskiego IV klasy (OBE), a w 1966 królowa brytyjska Elżbieta II uhonorowała ją tymże orderem II klasy (DBE), co uprawniało Marsh do szlacheckiego tytułu dame.